# Adam Euler
Adam Euler (* 21. August 1919 in Altengronau; † 2. September 1971) war ein deutscher Politiker (FDP).

## Leben
Nach dem Besuch der Volksschule absolvierte Euler eine Ausbildung zum Marmorschleifer und arbeitete anschließend in diesem Beruf. Von 1939 bis 1945 nahm er als Soldat am Zweiten Weltkrieg teil. Bei Kriegsende geriet er in Gefangenschaft, aus der er 1949 entlassen wurde. Im Anschluss betätigte er sich gewerkschaftlich und war Vorsitzender eines Betriebsrates. Des Weiteren war er für drei Jahre im Krankenkassenausschuss tätig.
Euler beantragte am 11. Januar 1940 die Aufnahme in die NSDAP und wurde zum 1. April desselben Jahres aufgenommen (Mitgliedsnummer 8.394.036). Nach dem Kriegsende trat er in die Liberal-Demokratische Partei ein, aus dem später der hessische Landesverband der FDP hervorging.
Er wurde 1954 in den Hessischen Landtag gewählt, dem er bis zu seiner Mandatsniederlegung am 9. April 1958 angehörte.